# تشارلي برينيمان
تشارلي برينيمان (بالإنجليزية: Charlie Brenneman) هو فنان قتال مختلط أمريكي، ولد في 9 فبراير 1981 في Hollidaysburg, Pennsylvania ‏ في الولايات المتحدة.

## وصلات خارجية
- الموقع الرسمي
- تشارلي برينيمان على موقع شيردوغ (الإنجليزية)
- تشارلي برينيمان على موقع IMDb (الإنجليزية)